# Chakhno Epstein
Pour les articles homonymes, voir Epstein.
Chakhno Epstein, né à Vilnius en 1883 et mort à Moscou le 27 juillet 1945, est un journaliste soviétique. 
Membre du Bund dès 1903, il doit s’exiler et ne retourne en Russie qu’après la révolution de Février. Il devient collaborateur de la maison d'édition yiddish Der Emes et fut par la suite secrétaire général du Comité antifasciste juif, rédacteur en chef de son journal Eynikayt (Unité) et participa à la rédaction du Livre noir.